# Bernhard Lloyd
Bernhard Lloyd, właściwie Bernhard Gössling (ur. 2 czerwca 1960 w Enger w RFN) – niemiecki kompozytor i klawiszowiec. Współzałożyciel i były członek grupy Alphaville. Autor solowego projektu muzycznego Atlantic Popes.
Z wykształcenia jest ślusarzem, po ukończeniu szkoły pracował m.in. jako DJ. Jednak znany jest przede wszystkim jako kompozytor, klawiszowiec, a także współzałożyciel Alphaville i współautor wielu piosenek zespołu. 
Bernhard jest typowym „człowiekiem studia“ dlatego niechętnie występuje na scenie podczas koncertów. Zamiast bliskości fanów, zdecydowanie bardziej woli bliskość syntezatorów, samplerów i innych instrumentów muzycznych ulokowanych w jego własnym studio na przedmieściach Berlina. Od czasu do czasu pomaga młodym zespołom np. Blind Passenger czy ISI przy ich produkcjach.